# Michael Koller (Fußballspieler)
Michael Koller (* 25. August 1982 in Wien) ist ein österreichischer Fußballspieler auf der Position eines Mittelfeldspielers.

## Karriere
Koller begann seine Karriere 1988 in der Jugend vom FK Austria Wien. 2003 kam er in die erste Mannschaft der Austria, wo er sein Debüt in der Bundesliga gab. Koller kam am 27. März 2004 gegen den SK Sturm Graz in der 67. Minute für Richard Kitzbichler ins Spiel. Nach der Saison bei der Austria wechselte er innerhalb der Bundesliga zum SV Mattersburg, wo er zwölf Spiele absolvierte. 2005 ging er zurück zur Austria und wurde nur mehr bei den Amateuren eingesetzt. 2007 wechselte er zum ASK Schwadorf, wo er eine Saison in der zweiten Liga Österreichs aktiv war. Nach der Fusion zwischen Schwadorf und VfB Admira Wacker Mödling spielte Koller beim letztgenannten Verein. Im Sommer 2009 wechselte er zum SC Neusiedl am See in der Regionalliga Ost.